# Аргайл (водохранилище)
Арга́йл (Орд-Аргайл; англ. Lake Argyle) — крупнейшее по объёму заключенной воды водохранилище материковой Австралии и второе по этому показателю в стране после водохранилища Гордон. Устроено в среднем течении реки Орд, впадающей в залив Кембридж Тиморского моря. Располагается в Кимберли на северо-восточной окраине штата Западная Австралия.
Площадь водохранилища Аргайл составляет примерно 800 км², объём — 10,760 км³.